# Zo mooi, zo blond en zo alleen
Zo mooi, zo blond en zo alleen is een Nederlandstalig liedje van de Belgische zanger Jimmy Frey uit 1968. De single werd geproduceerd door Roland Kluger.
De B-kant van de single was het liedje Nu of Nooit.
Het nummer verscheen op zijn album Zaterdagavond met Jimmy Frey ('69).

## In populaire cultuur
- In de stripreeks De Kiekeboes probeert een vrouw Kiekeboe in strook 62 van het album Kies Kiekeboe (1980) te verleiden met de woorden: "Ik ben zo mooi, zo blond en zo alleen." Dit is een verwijzing naar Jimmy Frey's bekendste nummer "Zo mooi, zo blond en zo alleen" (1968). In het album Blond en BlauW (1999) wordt er hiernaar opnieuw verwezen. In strook 3 verzucht Fanny over de knappe blonde jongen die de bioscoopzaal is binnengetreden: "Zo mooi, zo blond en zo alleen."